# The Way the Wind Blows
The Way the Wind Blows é o terceiro álbum de estúdio de A Hawk and a Hacksaw, lançado em 2006 pela gravadora The Leaf Label.

## Faixas
1. "In the River"
2. "The Way the Wind Blows"
3. "Song for Joseph"
4. "Fernando's Giampari"
5. "God Bless the Ottoman Empire"
6. "Waltz for Strings and Tuba"
7. "Oporto"
8. "Gadje Sirba"
9. "The Sparrow"
10. "Salt Water"
11. "There Is a River in Galisteo"